# Устя (Стрийський район)
У́стя — село в Україні, в Стрийському районі Львівської області. Населення становить 617 осіб. Орган місцевого самоврядування - Миколаївська міська рада.

## Географія
Основна забудова села Устя розташована на лівому березі Дністра, між його притоками Щирком (Щиркою) і Зуброю. Село лежить за 4 км від міжнародної траси М06 Київ - Чоп. Неподалік пролягає залізнична колія Львів - Стрий (до станції Миколаїв-Дністровський у с. Розвадів 3 км).

## Назва
Назва села прямо пов'язана з його георгафічним розташуванням: тут річка Щирка впадає у Дністер. У час появи поселення саме існування водних артерій вадіграло важливу роль у його формуванні. Слово «устя» праслов'янського походження і означає гирло річки.
Народна етимологія пояснює походження назви села ще двома способами:
- на території теперішньої каплиці колись мешкали монахи-василіани, вони молилися, тобто вустами звертались до Бога;
- колись Дністер сильно вилив і на березі залишилось багато риби, а незабаром від неї лишилось одне востя.

## Історія

### Давні часи
Поселення на місці Устя було засноване ще в часи Київської Русі. Український археолог Ярослав Пастернак писав про сліди середньовічного городища у цій місцевості. Польський хроніст Ян Длуґош під 1403 роком згадує про надання литовському князю Свидригайлові Ольгердовичу Жидачівської землі з округами Дроговиж, Устя та іншими.
Розвиток села був пов'язаний з торговельними зносинами між Галицько-Волинським князівством, а згодом Великого Князівства Литовського і Середземноморям, зокрема Візантією. До Чорного моря, в порт Хаджибей, товари (переважно збіжжя) сплавляли Дністром на простих річкових човнах (стругах, комегах, дубасах, шкутах). Устя слугувало вихідним портом цієї торгівлі і місцем будівництва човнів. На користь цієї версії говорить і наявність сусіднього селища Колодруби, де мешкали майстри, які вміли підготувати колоди для основ суден. Коли чорноморське узбережжя почало контролювати Кримське ханство, торгівля занепала, а з нею знизилася роль Устя.
Попри те велика частина мешканців і далі була зайнята ремісництвом. Податковий реєстр 1589 року фіксує в Усті лише півтора лани оброблюваної землі, тобто близько 36 гектарів.
Від 1469 року Устя, поряд із сусідніми селами, згадується серед володінь родини Тарлів, хоча у пізніші роки, як королівська власність, було у довгостроковій оренді: спочатку у роду Тарлів, пізніше у дроговизьких старост. 1498 року село було спалене під час татарського нападу. Протягом наступних років мешканців декілька разів звільняли від сплати податків через воєнні спустошення.

### Нова і новітня доба
В австрійський час селом володів граф С. Скарбек, пізніше Устя перебувало у власності фундації графа Скарбека.
У середині XIX століття з'явився австрійський державний проєкт випрямлення річища Дністра. Відповідні роботи тривали ще й після Першої світової війни. Суднобудування в Усті припинилося, місцеві мешканці отримували заробіток на земляних роботах на Дністрі. Внаслідок зміни річища частково вивільнилися ділянки для сільського господарства, але вони лишилися непевними: часті повені заливали село, вода забирала покоси і готові копиці сіна, картопля восени гнила на полях. На місці старого річища залишилося чимало стариць, де утворилася унікальна заплавна екосистема. Щойно у 1980-х рр. для упорядкування Дністра було збудовано систему дамб.
Населення Устя не було заможним. Ані за австрійського, ані за польського часу кількість мешканців не доходила до тисячі осіб; поляків не було зовсім, а євреї були представлені однією родиною. Власна однокласна школа відкрита в селі 1901 року. Викладання, відповідно до австрійського законодавства, велося руською (українською) мовою. Станом на 1910 рік у школі навчалося 108 дітей. За польського панування, попри майже стовідсотково український характер села, школа в Усті стала формално двомовною.
Під час Першої світової війни будівля школи і більшість заудови села згоріли (лишилося 10 хат над Дністром). Російські війська під час відступу насильно евакуювали на схід 12 сільських хлопців.

### Національно-визвольний рух
1988 року в Усті відбулося перше у Львівсткій області перепоховання воїнів УПА.

## Церква
Село Устя належало до Роздільського (до 1906), згодом до Миколаївського деканату Львівської архиєпархії.
В австрійський час у селі служили капелани, і лише 1885 року сільська церква отримала статус парафіяльної.
Перша згадка про церкву в Усті зафіксована 1649 року, при підрахунку збитків від козацько-турецького походу: селяни заприсягнули, що їхня церква згоріла. Податковий реєстр 1665 року називає ім'я місцевого священика — Матвій. Певні відомості маємо про дерев'яну церкву свмч. Микити, збудовану 1727 року. Церква і плебанія стояли на околиці села, на другому березі Щирки. Після побудови нового храму парох подавав клопотання про знесення старої церковці, оскільки вважав її стан дуже поганим. Комісія Львівської архиєпархії вважала за необхідне зберегти пам'ятку. Долю святині вирішила Перша світова війна: відступаючи під натиском російських військ 1914 року, угорські відділи підпалили село. Разом з великої кількістю юудинків згоріла й дерев'яна церковця. На місці, де була стара дерев'яна церква, 1928 року встановлено хрест, а 1998 року збудовано капличку.
Мурована церква св. Микити збудована в центрі села за проєктом архітектора Казимира Жечицького у 1908—1909 роках, освячена 1909 року.
В Усті, зокрема, служили:
- о. Іван Збудовський (ст.), (*1780 — + 1856)
- о. Людомир Костянтин Зарицький (парох у 1895 — 1907 рр.)
- о. Роман Волощак (*1879 — +2.05.1933), похований біля церкви
- о. Корнилій Строцький (+1944)

| рік  | кількість парафіян |
| ---- | ------------------ |
| 1832 | 659                |
| 1844 | 757                |
| 1854 | 675                |
| 1864 | 852                |
| 1874 | 719                |
| 1884 | 790                |
| 1894 | 817                |
| 1904 | 768                |
| 1914 | 900                |
| 1924 | 968                |
| 1936 | 900                |

У 1932-33 рр. в селі було 4 римо-католики.

## Пам'ятки
У селі, окрім церкви св. Микити, розташовані капличка на місці деревяної церкви, оригінальний подячний хрест на честь ліквідації панщини, будинок старої корчми, який у 1935 році став читальнею «Просвіти», а в радянський час — клубом. Напроти мурованої церкви 1989 року відкрито пам'ятник Т. Г. Шевченкові роботи скульптора І. Самотоса (радянська влада не дозволила встановити ще 1969 року.
За селом є пам'ятний знак воїнам-героям УПА.

## Соціальна сфера
У селі діють загальноосвітня школа І-ІІ ступенів. Неподалік (у сусідньому селі Дроговиж) знаходиться озеро «Задорожнє» («Байкал»).
У 2021 році між Устям і Колодрубами прокладено пішохідний туристичний маршрут: опрацьовано логістику, проведено розчищення берегів, встановлено вказівні знаки та інформаційні стенди. Загальна тривалість маршруту правим берегом Дністра складає 14 км. Проєкт «ДніСтер. Береги і притоки» відбувся за підтримки Українського культурного фонду.

## Відомі люди
- Мирон Людомир Новина Зарицький — український медик, доктор медицини, громадський діяч, під час Визвольних змагань 1917—1921 — вояк Української Галицької армії.
- Самотос Іван Михайлович — український скульптор, заслужений діяч мистецтв України, народний художник України, професор. Професор Іван Михайлович Самотос  є автором 115 громадських пам'ятників, встановлених в Україні та за її межами. Найвагомішим  є пам'ятник «Незалежність України» встановлений на українському цвинтарі у місті Вазін-Шалет (біля Парижа), де поховані колишні вояки УНР.